# Gemelliporina
Gemelliporina is een geslacht van mosdiertjes uit de familie van de Cleidochasmatidae. De wetenschappelijke naam van het geslacht is voor het eerst geldig gepubliceerd in 1936 door Ray Smith Bassler.

## Soorten
- Gemelliporina glabra (Smitt, 1873)
- Gemelliporina hastata Winston & Woollacott, 2009